# Charonias theano
Charonias theano is een vlindersoort uit de familie van de Pieridae (witjes), onderfamilie Pierinae.
Charonias theano werd in 1836 beschreven door Boisduval.